# Got It Twisted
Got It Twisted è il primo singolo del gruppo musicale statunitense Mobb Deep estratto dall'album Americkaz Nightmare. È stato prodotto da The Alchemist.

## Descrizione
La canzone campiona il singolo di Thomas Dolby She Blinded Me with Science e il suo testo è stato scritto dagli stessi Mobb Deep e Thomas Dolby, più da Jonathan Kerr.
Got It Twisted ha raggiunto la posizione n.64 nella Billboard Hot 100, la n.23 nella Hot R&B/Hip-Hop Songs e la n.16 nella Hot Rap Tracks.

## Video musicale
Il videoclip è stato diretto da Benny Boom e ha come protagonisti appunto Havoc e Prodigy, i quali sono scritturati da un boss della malavita (interpretato dall'attore Emilio Rivera) per andare a recuperare del denaro in un locale concorrente, gestito da un altro boss malavitoso (interpretato dall'attore Danny Trejo). Non appena questi darà loro il denaro, i due decideranno di non tornare dal loro "capo" e di fuggire con il malloppo. Fra i tanti cameo spiccano quelli di The Alchemist e Kurupt.

## Tracce e remix
Il remix ufficiale del brano è in collaborazione con Twista ed è contenuto nell'album. Di seguito, sono invece elencate le tracce della versione in CD singolo della canzone:
Lato A:
1. Got It Twisted [Dirty Version]
2. Got It Twisted [Instrumental]

Lato B:
1. Got It Twisted [Clean Version]
2. Got It Twisted [Acappella]

## Classifiche
| Classifica (2004)         | Posizione massima |
| ------------------------- | ----------------- |
| Stati Uniti               | 64                |
| Stati Uniti (R&B/hip-hop) | 23                |
| Stati Uniti (rap)         | 16                |
| Stati Uniti (ringtones)   | 18                |